# Iwan Rheon
Iwan Rheon (phát âm tiếng Wales: [ˈɪuan ˈr̥ɛɔn]; sinh ngày 13 tháng 5 năm 1985) là một nam diễn viên, ca sĩ, nhạc sĩ người Anh Quốc.